# Ellisella azilia
Ellisella azilia is een zachte koraalsoort uit de familie Ellisellidae. De koraalsoort komt uit het geslacht Ellisella. Ellisella azilia werd in 1999 voor het eerst wetenschappelijk beschreven door Grasshoff. 